# Сальтус
Са́льтус (лат. saltus — лес) — 1) в Древнем Риме крупное поместье. Сальтусы особенно широко были распространены в период империи. Огромными поместьями были сальтусы императорского дома, находившиеся в Италии и провинциях, преимущественно в Африке. Земли сальтусов императоров или других крупных землевладельцев сдавались в аренду крупному съёмщику — кондуктору, у которого их арендовали мелкими участками колоны-субарендаторы. Колонами сальтусов становились также находившиеся на земле сальтусов туземные крестьяне-общинники, рабы и отпущенники. По закону императора Адриана, заимщикам пустующих земель его сальтусов предоставлялись льготы и права, близкие к владельческим.  
Экзимированные сальтусы (от лат. eximo — исключаю) — сальтусы императоров и сенаторов не принадлежали к территории городов, не облагались налогами, а их население не подчинялось городским магистратам; это способствовало усилению зависимости колонов этих сальтусов от землевладельцев и росту элементов крепостнических отношений.. Размеры взносов и повинностей колонов определялись поместными уставами. Сальтусами или их группой ведало особое должностное лицо — прокуратор. 
Со временем сальтусами стали называться также крупные имения, равнозначные латифундиям. 
2) земельная мера, равная 800 клерам (201,5 га).